# Construtivismo (epistemologia)
O construtivismo é uma tese epistemológica que ressalta o papel ativo do indivíduo na elaboração e transformação de suas representações sobre o objeto do conhecimento. Essa abordagem refuta o objetivismo de base empirista, que concebe o conhecimento como um reflexo passivo da realidade no sujeito, e adota a ideia kantiana de construção, segundo a qual o sujeito organiza ativamente suas percepções e formulações sobre o mundo.
Está relacionado a diferentes tradições, como o construtivismo de Jean Piaget, que destaca a interação entre sujeito e objeto no desenvolvimento cognitivo, e o socioconstrutivismo de Lev Vygotsky, que enfatiza a influência da mediação social no processo de aprendizado. Outras vertentes, como o construtivismo lógico e o radical, apresentam enfoques particulares na lógica e na epistemologia.

## Histórico
A ideia ontremos referências ao suposto caráter precurde que o sujeito é ativo na construção de suas hipóteses, acerca do objeto do conhecimento, tem uma longa tradição filosófica. Não é raro que encsor da filosofia de Sócrates em relação ao construtivismo, particularmente à maiêutica.
Mesmo a teoria platônica da hipótese superior (podemos procurar o que não conhecemos se procurarmos por uma hipótese do que isso é), apresentada pela primeira vez no Menon, as vezes é defendida como uma precursora da abordagem.
No campo da psicoterapia construtivista se cita Epicteto e sua peculiar versão do Estoicismo ("Não são as coisas mesmas que nos afetam, mas a interpretação que fazemos delas") como um outro precursor.
A primeira versão de construtivismo talvez pudesse ser atribuída a Giambattista Vico, filósofo italiano que viveu entre o século XVII e XVIII. Ele a expôs em sua obra magna Principj di Scienza Nuova, onde defende que as únicas ciências que poderiam alcançar a verdade diretamente eram as ciências humanas, porque versavam sobre objetos que foram construídos pelo ser humano. Nós só seríamos capazes de conhecer o objeto que foi por nós construído, porque sabemos tudo o que colocamos nele: é o que quer dizer seu aforisma Verum esse ipsum factum ("A verdade é precisamente o que é feito").
No entanto, o sentido atual do termo construtivismo centrado na criação ativa pelo sujeito das representações do objeto do conhecimento é fruto da obra de Immanuel Kant e sua "revolução copernicana". O termo 'construtivismo' só surge em 1967 na obra de Jean Piaget.

### Kant
A inversão kantiana do sentido da relação entre sujeito e objeto é usualmente         considerada a raiz do construtivismo contemporâneo. Tradicionalmente, a filosofia ocidental pensava o conhecimento como uma determinação do sujeito cognoscente pelo objeto conhecido. Kant apresenta o processo de conhecimento como a organização ativa por parte do sujeito do material disperso e fragmentário que nos é fornecido pelos sentidos, impondo a este as formas da sensibilidade e as categorias do entendimento. Nossa mente tem uma estrutura dada, que enquadra os dados da experiência em suas formas e categorias a priori. Ou seja, para Kant, o sujeito é proativo, constrói suas representações dos objetos, e não recebe passivamente impressões causadas por esses.
Até Kant se tentava explicar o conhecimento supondo que era o objeto que determinava, num sujeito passivo, uma representação de si. Kant inverteu estes papéis, afirmando que é o sujeito que constrói uma representação do objeto com base nos sinais derivados dos órgãos dos sentidos, e faz isso adaptando essa representação às formas a priori de sua sensibilidade.
Podemos indicar ainda dois sentidos nos quais o termo ‘construção’ é usado em relação à filosofia kantiana. O primeiro, mais básico e original, é o que ocorre em nossas intuições empíricas e, por exemplo, nos é lembrado por Longuenesse, que indica que nossas representações dos objetos empíricos são construídos de forma automática, pelas estruturas inatas de nossa mente. Boghossian  chama este modelo construtivista de cookie-cutter, pois a mente recortaria o material caótico dos sentidos impondo-o limites de acordo com suas formas inatas.
O segundo, mais geral e superficial, indica o processo voluntário de construção de hipóteses sobre a natureza para posterior teste experimental de sua validade. Novamente Longuenesse afirma que para Kant os conceitos empíricos são dados a posteriori, pois construídos a partir de representações singulares.

### Piaget
Jean Piaget foi aquele que introduziu o termo ‘construtivismo’ no século XX, em sua obra Logique et connaissance scientifique, de 1967. Sua Epistemologia Genética é essencialmente uma tentativa de resposta à questão da origem do conhecimento através da investigação, em parte empírica, do da gênese e desenvolvimento das estruturas cognitivas do sujeito. 
Ao desenvolver sua teoria da epistemologia genética, buscou encontrar as relações entre o biológico, o psicológico e o epistemológico. Piaget trata detalhadamente em suas obras, do que ele acredita ser a continuidade entre o biológico e o intelectual, a partir de dois tipos distintos de fatores hereditários para o ser humano. No entanto, Piaget não fala de uma continuidade linear (Piaget (1967/ 1973a, 1936/1975c).  
Através do método clinico, Piaget buscou conhecer o desenvolvimento das formas de interação do sujeito com a realidade (Delval, 2000), e a construção delas decorrente. Piaget, reconhecendo sua obra como tributária de Kant, apresenta o construtivismo como alternativa ao empirismo e ao racionalismo, respostas tradicionais ao problema da origem.  Como um amplo princípio, o construtivismo pressupõe que o conhecimento é construído ativamente pelo aluno via interação com os objetos de acordo com algumas interpretações do trabalho de Piaget através de interação social (Vygostsky, 1988).  

## Abordagens construtivistas

### Construtivismo piagetiano
Para o empirismo a origem do conhecimento estaria nos sentidos, e em última análise, no mundo; o objeto real “imporia” suas formas a uma mente encarada como um receptáculo passivo (posição que é portanto objetivista). Para o racionalismo, o conhecimento é inato e sua evolução seria apenas atualização de estruturas pré-formadas. Já o construtivismo exige uma interação necessária entre o sujeito que conhece e o objeto conhecido. É o sujeito ativo que, na ação, constrói suas representações de mundo interagindo com o objeto. A diferença principal do construtivismo piagetiano para o kantiano é que, para Piaget, além das representações dos objetos, nós construímos também as próprias estruturas cognitivas através das quais posteriormente construiremos as representações dos objetos.
Para Piaget o sujeito humano é um projeto a ser construído; o objeto é, também, um projeto a ser construído. Sujeito e objeto não têm existência prévia, a priori: eles se constituem mutuamente, na interação. Eles se constroem. O sujeito age sobre o objeto, assimilando-o: essa ação assimiladora transforma o objeto. O objeto, ao ser assimilado, resiste aos instrumentos de assimilação de que o sujeito dispõe no momento. Por isso, o sujeito reage refazendo esses instrumentos ou construindo novos instrumentos, mais poderosos, com os quais se torna capaz de assimilar, isto é, de transformar objetos cada vez mais complexos. Essas transformações dos instrumentos de assimilação constituem a ação acomodadora. Conhecer é transformar o objeto e transformar a si mesmo. (O processo educacional que nada transforma está negando a si mesmo.) O conhecimento não nasce com o indivíduo, nem é dado pelo meio social. O sujeito constrói seu conhecimento na interação com o meio tanto físico como social. Essa construção depende, portanto, das condições do sujeito - indivíduo sadio, bem-alimentado, sem deficiências neurológicas etc. - e das condições do meio - na favela é extremamente mais difícil construir conhecimentos, e progredir nessas construções, do que nas classes média e alta.
Dois dos conceitos piagetianos mais importantes para compreender seu modelo de desenvolvimento são os de assimilação e acomodação. Quando uma criança ou qualquer pessoa tem uma experiência, ela primeiramente tenta a assimilar em seus esquemas existentes. No entanto, se essa experiência resiste ao enquadramento e desmente suas expectativas, modifica-se o esquema anterior para que ele se acomode a experiência. Aqui vemos que Piaget é claramente um realista, como em declarações explícitas “o universo constitui-se num todo de objetos permanentes, ligados por relações causais independentes do sujeito e situados num espaço e tempo objetivos”, ou “se encontrará nestas páginas a exposição de uma epistemologia que [...] se apoia também no objeto sem deixar de considerá-lo como um limite (existente, portanto, independente de nós)” (PIAGET, 1975, p. 131).
Quatro  estágios  nos  quais os sujeitos evoluírem, de um estado de total desconhecimento do mundo que o cerca até o desenvolvimento da capacidade de conhecer o que ultrapassa os limitesdo que está a sua volta.
Estágio 1 se refere ao nascimento até aproxidamente os dois anos de idade, no caso, a criança se encontra no estágio de sensóriomotor.
Estágio 2; estágio pré-operatório, calcado na constituição ainda incipiente de uma estrutura operatória, e  permanece  nele  até  completarmais ou menos 7 - 8 anos.
Estágio 3; operatório concreto com início  no  final  do  segundo  estágio  e  calcado  nacapacidade de coordenar ações bem ordenadasem “sistemas de conjunto ou ‘estruturas’,
suscetíveis de se fecharem” enquanto tais, ele tem duração, em média, até os 11 - 12 anos.
Estágio 4; operatório formal, que se inicia ao final do terceiro e no qual o ser humanopermanece  por  toda  a  vida  adulta,  atingindo um estado de equilíbrio próprio.
(Rev Bras Crescimento Desenvolvimento Hum. 2010, pag 363).

### Construtivismo radical
Autores ligados ao construtivismo radical não só adotam o construtivismo como tese epistemológica, mas também como tese ontológica, fazendo dele uma versão contemporânea de idealismo. Um de seus mais representativos proponentes é Ernst von Glasersfeld, que diz que o conhecimento é um processo cognitivo auto-organizado e isolado do cérebro humano. Uma vez que o conhecimento é considerado uma construção mental em vez de uma compilação de dados empíricos, não é possível saber em que extensão ele reflete um mundo independente da mente.

Com alguma influência em psicoterapia e pedagogia, o construtivismo radical é uma teoria que se apresenta como revolucionária e defende que o conhecimento nada mais é que uma construção que fazemos com base nos dados subjetivos de nossa experiência. No entanto, se radical, ele é uma forma contemporânea de solipsismo, ao tentar negá-lo, cai num realismo piagetiano trivial.

Sendo na prática uma variação idealista contemporânea de relativismo, incorre em contradições, como a assunção de pressupostos ontológicos para negar a necessidade de ontologia, o recurso a investigações empíricas para sustentar que o conhecimento objetivo não existe e o uso da linguagem para comunicar que a linguagem não pode comunicar.

### Escola de Erlangen (Erlanger Schule)
Atualmente, fala-se de construcionismo sobretudo com referência à Escola de Erlangen (Erlanger Schule), assim como ao construcionismo radical. A partir da Escola de Erlangen é considerado um início novo de filosofar metódico e dialógico que, nos anos sessenta, foi desenvolvido por Wilhelm Kamlah e Paul Lorenzen e posteriormente, então, prosseguido, sobretudo por Friedrich Kambartel, Kuno Lorenz e Jürgen Mittelstraß. O interesse principal dos representantes da Escola de Erlangen (que em seus trabalhos, ao lado de temas da teoria da ciência e história da ciência, ocuparam-se com questões da lógica, filosofia do idioma e ética) é dirigido à formulação de uma teoria da fundamentação construtiva.
Partindo de circunstâncias elementares, indiscutíveis do mundo da vida cotidiano, devem, de modo controlado metodicamente, ser reconstruídas formas mais complexas de atuar e falar humanos, especialmente a prática científica, técnica e política, passo a passo, com auxílio da crítica construtiva do idioma, discussão-meio-finalidade, e assim por diante. A concepção construcionista pede uma fundamentação sem lacuna e livre de argumento circular (isso entendido no sentido falacioso, e não no sentido de círculo hermenêutico de Gadamer); assim, em cada passo da justificação se pode somente recorrer a tais meios auxiliares que, ou já antes foram construídos, ou que estão à disposição da prática do mundo da vida. Esse princípio metódico é complementado por um princípio dialógico, em virtude do qual todas as convenções iniciais e passos da argumentação podem ser postos em dúvida por um oponente possível. Uma fundamentação última – como, por exemplo, foi imputado da parte do racionalismo crítico –, contudo, não é aspirada; a filosofia não inicia, segundo a autoconsciência da Escola de Erlangen, nem sem pressuposto nem arbitrariamente.

### Construtivismo lógico
O construtivismo lógico foi fundado pelo matemático e filósofo Luitzen Egbertus Jan Brouwer e é também conhecido pelo termo que designa sua corrente hegemônica, o intuicionismo. Ele é uma abordagem da lógica que surgiu na filosofia da matemática do início do século XX, que se dedicava a buscar os fundamentos da disciplina. Seus expoentes foram Arend Heyting e Michael Dummett. Brouwer(1983, p.78) reconheceu em Kant a primeira forma de construtivismo matemático, na qual tempo e espaço são tomados por formas de pensamento inerentes à razão humana. Este ganhou força quando os dois principais programas filosóficos de fundamentação da matemática colapsaram ao se depararem com demonstrações de sua incompletude. O primeiro, o logicismo de Frege, encontrou seu obstáculo intransponível no paradoxo de Russell; o segundo, o formalismo de Hilbert, foi refutado com o segundo teorema da incompletude de Gödel. 

Essa abordagem construtivista defende basicamente que objetos matemáticos são construções mentais que ocorrem numa forma de pensamento pré-linguística, e para provar suas existências é preciso demonstrar que há ao menos uma forma de construí-los através de uma sequência finita de operações mentais. Demonstrar que sua inexistência implica contradição, como na matemática tradicional, não seria prova suficiente de sua existência, pois ele não teria sido encontrado com esta operação. Assim, o que define uma posição construtivista em matemática é esta tese epistemológica, acerca da forma de obtenção do conhecimento matemático, que considera a prova matemática uma forma de construção mental. Na lógica e matemática clássicas, denominadas pelo programa intuicionista de “platonistas”, se considera que objetos matemáticos existem de forma independente do pensamento humano, o que implica uma forma de realismo lógico e matemático. Se assim é, seu conhecimento depende de atos de descoberta. Mas para o intuicionista, objetos matemáticos são construídos pelos seres humanos. A matemática é uma atividade puramente mental, e os objetos matemáticos não existem de maneira independente de atos de pensamento humanos.

### Construtivismo social
O construtivismo social é uma abordagem filosófica sobre a sociologia que se apresenta como programa de pesquisa empírica, e que tem como essência a tese de que as crenças científicas têm causas sociais. Foi criada por um grupo de sociólogos da universidade de Edimburgo, em meados dos anos setenta, liderados por Barry Barnes e David Bloor. Também conhecida como strong programme, sua tese central é a que todo conhecimento é, exclusivamente, uma construção social. Se expandiu para além das fronteiras da Escócia, gerando abordagens mais radicais como o construtivismo social ontológico de Woolgar, Collins e Nelson, o programa do construtivismo social material, de Knorr-Cetina, e também o campo de estudos sociológicos da construção social de sistemas tecnológicos. Não deve ser confundida com sua correspondente psicológica, o construcionismo social, movimento de crítica à Psicologia Social “modernista” que tem sua principal referência teórica em Kenneth Gergen. Esta não é abordada aqui exatamente porque define sua posição como construcionista, em oposição à tradição construtivista piagetiana na Psicologia.
Já o construtivismo social segundo David Bloor é essencialmente um conjunto de quatro requerimentos metodológicos desenvolvidos para os sociólogos do conhecimento científico: causalidade, imparcialidade, simetria e reflexividade. A simetria é a crença de que os sociólogos devem tratar e investigar todas as crenças sobre a natureza e a sociedade da mesma forma, considerando que tanto as crenças alegadamente “corretas” ou “científicas” quanto as “incorretas” ou “não-científicas” são derivadas das mesmas fontes, estão sujeitas às mesmas causas sociais. A imparcialidade prega a necessidade de o investigador colocar em suspenso suas crenças pessoais quanto à falsidade ou veracidade última das crenças que ele está investigando. A causalidade é a demanda por explicações sociológicas causais, não meramente descritivas. Por fim a reflexividade indica a necessidade de sociólogos do conhecimento não reivindicarem uma posição de segunda ordem em relação ao conhecimento científico, pois nenhuma teoria sociológica do conhecimento seria aceitável a menos que fosse aplicável a si mesma. Ou seja as crenças do construtivismo social são também elas causadas socialmente. 
Esses princípios típicos do programa forte da escola de Edimburgo estão longe de esgotar o significado da abordagem. Existem crenças ontológicas, principalmente acerca da existência e papel do mundo físico no conhecimento que são muito disputadas e obscuras. Elas variam desde a posição supostamente moderada defendendo algum papel do sujeito e do mundo natural no processo de construção do conhecimento até as posições mais extremas de Steve Woolgar, Harry Collins, Lynn Nelson ou do primeiro Latour, que defendem abertamente que o conhecimento é totalmente construído socialmente e que aquilo que chamamos de fatos naturais são na verdade produtos da atividade científica. Estas últimas posições podemos denominar construtivismo social ontológico.
Durante esses quarenta anos muitos críticos das mais diversas orientações          continuam a interpretar a abordagem como um tipo de “antirealismo” ou “idealismo epistemológico”.
Castañon rejeita a classificação da corrente como construtivista. Para ele o que leva o construtivismo social a reivindicar o termo ‘construtivismo’, é a rejeição ao “objetivismo”, que segundo esta abordagem seria a crença de que os resultados da ciência são determinados pela natureza, para substituí-lo pela crença de que os resultados da ciência são construções causadas socialmente. Os fatos naturais são considerados na melhor das hipóteses irrelevantes para a construção das crenças sobre eles, na pior, também construídos socialmente. Isso nos leva a uma peculiar posição na qual as representações de mundo não são construídas proativamente pelo sujeito nem formadas pelos sentidos. Afinal, se as crenças do sujeito são construídas socialmente e o objeto natural é aqui somente substituído pela linguagem, temos uma espécie de “objetivismo sociológico”, com um sujeito passivo no processo do “conhecimento”.

### Socioconstrutivismo
O socioconstrutivismo é uma abordagem da psicologia contemporânea gerada a partir da obra de Lev Vygotsky, enfatizada em seus aspectos histórico-culturalistas e com ênfase na psicologia do desenvolvimento. Ela tem recebido denominações variadas, como ‘socioculturalismo’ ou ‘construtivismo social’, embora não tenha qualquer ligação com o strong programme. James Wertsch define como objetivo da abordagem socioconstrutivista da Psicologia a explicação das relações entre o funcionamento da mente humana e as situações culturais, institucionais e históricas nas quais este funcionamento ocorre. Rejeitando a noção de que a origem da construção do conhecimento é o indivíduo, a corrente adota a tese de que o conhecimento é uma construção social fruto de interação entre sujeitos.
Vygotsky, influenciado por Marx, tentou encontrar uma resposta de caráter nuclear para as funções psicológicas superiores humanas que evitasse o dualismo mente-corpo. Seu modelo de aprendizagem queria ser uma alternativa “marxista” à concepção construtivista piagetiana centrada no indivíduo. Para ele toda função psicológica aparece duas vezes: primeiro em nível social e, mais tarde, em âmbito individual: primeiro entre pessoas – interpsicológica – e depois, no interior da própria criança – intrapsicológica. Isto poderia ser aplicado igualmente à atenção voluntária, à memória lógica e à formação de conceitos: para Vygotsky todas as funções superiores são construções que se originam como relações entre seres humanos.
Os principais conceitos trabalhados por Vygotsky foram mediação e zona de desenvolvimento proximal (ZDP), sendo estes bastante utilizados na área da educação para auxiliar os educadores no processo de ensino e aprendizagem nas escolas. Sendo o ser humano um ser pensante, ele se empenha em entender o mundo em que vive e a conceder a ele sentidos por meio de sua vivência na sociedade, passando a ser um indivíduo que constituí uma história e contribui com construção da cultura. A mediação tratando-se do ponto central dos estudos de Lev, refere-se a relação de um sujeito com o mundo por intermédio de um indivíduo mais experiente que lhe auxiliará a compreender melhor os regimentos da sociedade. A partir do conceito de mediação, Vygotsky apresenta a “Zona de desenvolvimento proximal”, concernente a capacidades não desenvolvidas nas crianças e que estas não realizam sozinhas, sendo habilidades que devem ser trabalhadas através da mediação com um adulto. Por outro lado, a criança pode possuir competências que consegue desempenhar sozinha sem o auxílio de um mediador, referindo-se a Zona de desenvolvimento real.
Portanto, é necessário compreender a importância da ação pedagógica, desempenhado pelas escolas na vida das crianças, pois através desta mediação, potencialidades serão desenvolvidas nos estudantes possibilitando com que, no futuro, eles se tornem indivíduos autônomos, independentes e críticos. 
Esta tese é oposta a de Piaget, que vê o desenvolvimento das estruturas cognitivas como necessário para possibilitar a aprendizagem. Para Piaget a transmissão social é necessária para o desenvolvimento das funções cognitivas em nível mais avançado, mas não suficiente, porque a ação social é ineficaz sem assimilação ativa da criança, o que pressupõe instrumentos operatórios adequados. A abordagem socioconstrutivista tem em comum com o construtivismo social a convicção de que o conhecimento é uma produção social. No entanto, apesar de suas indefinições ontológicas, essa abordagem adota um realismo ontológico.

### Construtivismo americano
O construtivismo americano surgiu no século XX. Ao contrário do construtivismo russo, o construtivismo americano está ligado ao capitalismo e não ao socialismo real. O construtivismo americano adota o modernismo, a Pop Art e a liberdade de expressão como forma de defender seus ideais, ao contrário do construtivismo russo.